# Dravograd
 Dravograd  (en allemand : Unterdrauburg) est une commune située dans la région de la Carinthie au nord de la Slovénie.

## Géographie
La commune est située tout près de la frontière autrichienne et le Land de Carinthie. La commune voisine de Muta à l'est appartenait à la région de Basse-Styrie. Le centre-ville se trouve à 47 kilomètres à l'ouest de Maribor et à 55 kilomètres au sud de Klagenfurt en Autriche.
C’est sur le territoire de la commune que la rivière Drave entre en Slovénie. Les rivières Meža et Mislinja se jettent également dans cette rivière dans la commune. La région est montagneuse s'étendant de la chaîne des Karavanke à l'ouest jusqu'au Pohorje à l'est et à la Koralpe au nord.

### Villages
Les localités qui constituent la commune sont Bukovska vas, Dobrova pri Dravogradu, Dravograd, Črneče, Črneška Gora, Gorče, Goriški Vrh, Kozji Vrh nad Dravogradom, Libeliče, Libeliška Gora, Ojstrica, Otiški Vrh, Podklanc, Selovec, Sv. Boštjan, Sv. Danijel, Sv. Duh, Šentjanž pri Dravogradu, Tolsti Vrh, Trbonje, Tribej, Velka, Vič et Vrata.

## Histoire

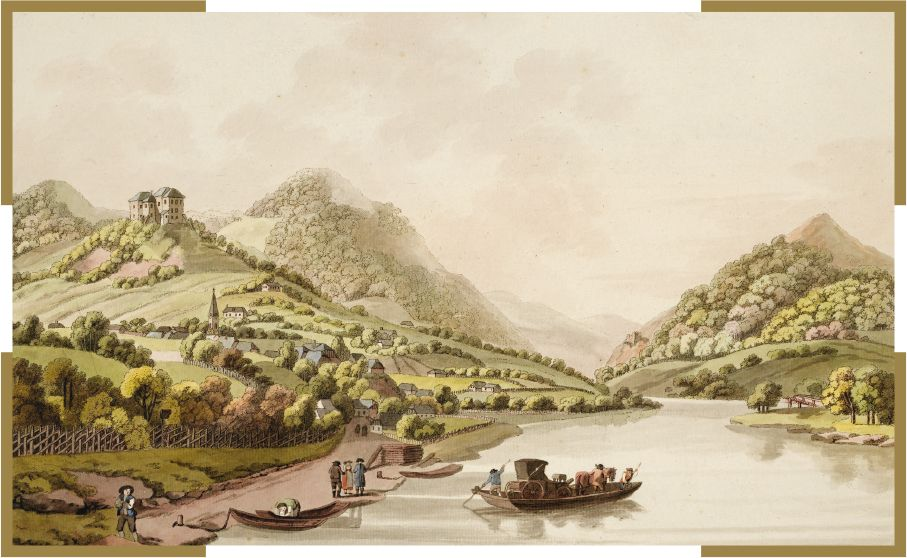
Traversée de la Drave (vers 1800).

À partir de l'an 976, la région de Dravograd fut la limite sud-orientale du duché de Carinthie, juste à la frontière de la marche de Styrie (le futur duché d'Ottokar IV). Le nom du lieu, mentionné pour la première fois comme Traberch sous le règne de la maison de Sponheim en 1161, correspond au bourg d'Oberdrauburg situé en amont de la Drave à la frontière occidentale de la Carinthie avec le Tyrol.
Un nœud de communications important, la zone passa sous la tutelle du royaume des Serbes, Croates et Slovènes (la Yougoslavie) après la dissolution de l’Autriche-Hongrie en 1919 à la suite de la Première Guerre mondiale. En 1991, pendant la guerre de Slovénie, des combats y ont opposé l'armée slovène et les forces de la république fédérative socialiste de Yougoslavie.

## Démographie
Entre 1999 et 2012, la population de la commune a légèrement augmenté pour atteindre les 9 000 habitants, avant de repasser sous ce seuil au cours de la période 2012 - 2021,.
Évolution démographique
| 1999  | 2000  | 2001  | 2002  | 2003  | 2004  | 2005  | 2006  | 2007  |
| ----- | ----- | ----- | ----- | ----- | ----- | ----- | ----- | ----- |
| 8 676 | 8 749 | 8 741 | 8 731 | 8 745 | 8 742 | 8 765 | 8 827 | 8 881 |
| 2008  | 2009  | 2010  | 2011  | 2012  | 2013  | 2014  | 2015  | 2016  |
| 9 001 | 9 041 | 9 064 | 9 038 | 9 069 | 8 989 | 8 910 | 8 879 | 8 885 |
| 2017  | 2018  | 2019  | 2020  | 2021  |       |       |       |       |
| 8 856 | 8 799 | 8 783 | 8 844 | 8 844 |       |       |       |       |